# Château de Male

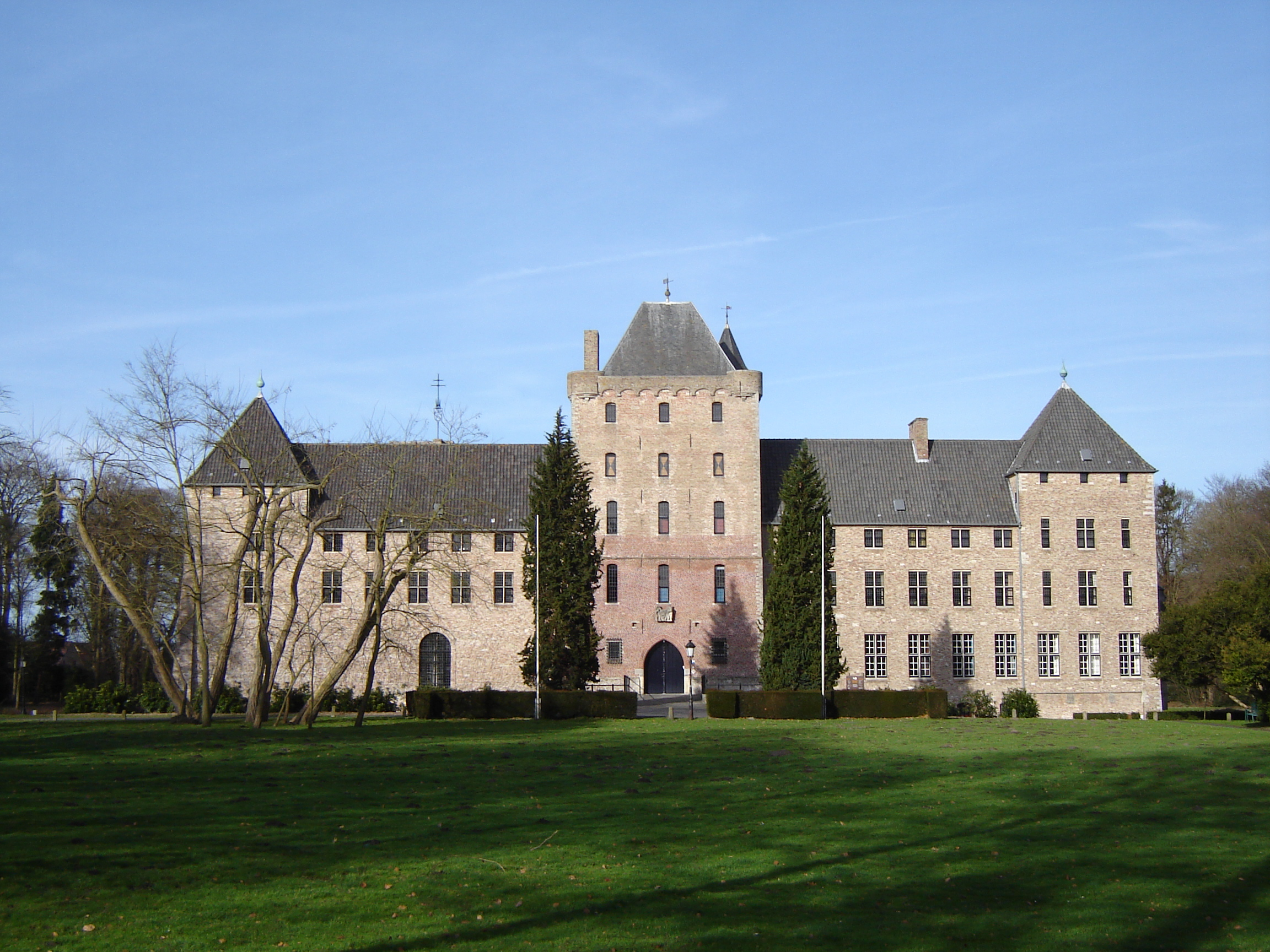
L'ancien château de Male, aujourd'hui l'abbaye Saint-Trudo, Bruges.

Château de Male (en néerlandais : Kasteel van Male) est un ancien château de Male, autrefois un village séparé, qui fait maintenant partie de Sainte-Croix, une banlieue de Bruges, en Flandre occidentale, en Belgique. Les bâtiments, presque entièrement reconstruits et restaurés après leur destruction pendant la Seconde Guerre mondiale, abritent l'abbaye Saint-Trudo (Sint-Trudoabdij) depuis 1954.

## Histoire
Les origines du château remontent au IXe siècle, c'était alors une tour défensive pour la protection du territoire autour de Bruges contre les Vikings. Male a été détenue par Philippe d'Alsace, comte de Flandre, entre 1168 et 1191, qui a remplacé la structure en bois par une construction en pierre, qui comprenait une chapelle consacrée par l'archevêque exilé de Canterbury, Thomas Becket, en 1166. 
Le château était une résidence des comtes de Flandre (en 1330, c'était le lieu de naissance du comte Louis II, parfois connu sous le nom de Louis de Male), mais était également une place forte sur un territoire très disputé. Les forces françaises l'occupèrent. La ville de Bruges l'a repris de sa garnison française lors du soulèvement de 1302. Des soldats de Gand l'ont rasé en 1382 et, une fois reconstruit, ils l'ont à nouveau saccagé en 1453. En 1473, il fut incendié et reconstruit à nouveau: le donjon actuel date de cette reconstruction et se dresse avec ses fondations directement dans les douves, désormais flanquées d'ailes symétriques. Le château fut de nouveau pillé en 1490 par les forces du comte de Nassau . 
Lorsque la Flandre est devenue une partie des Pays-Bas bourguignons, Male a conservé son importance. La citadelle a été vendue en 1558 par Philippe II (roi d'Espagne et souverain des Pays-Bas) à Juan Lopez Gallo. 
Passé par alliance à la famille de Gourcy, il est racheté en 1920 par son descendant, le baron Charles Gillès de Pélichy
Il a été occupé par les troupes allemandes dans les deux guerres mondiales et fut gravement endommagé. 
Le château a été entièrement restauré après la Seconde Guerre mondiale. 
Ce puissant château est maintenant la propriété de la famille Deprez. 
Depuis 1954, il abrite l'abbaye Saint-Trudo, une maison des chanoines régulières du Saint-Sépulcre. 

## Voir également
- Liste des châteaux en Belgique